# Cathédrale Notre-Dame-de-la-Paix de Bukavu
Pour les articles homonymes, voir Cathédrale Notre-Dame-de-la-Paix.
La cathédrale Notre-Dame-de-la-Paix de Bukavu est la cathédrale de l'archidiocèse de Bukavu, située dans la ville de Bukavu, dans la province du Sud-Kivu en république démocratique du Congo. Elle est l'un des bâtiments les plus anciens de la province : sa construction commence en 1948 et se termine en 1951

## Lire aussi
- Archidiocèse de Bukavu
- Liste des cathédrales de République démocratique du Congo